# Takarazuka
Takarazuka (宝塚市 -shi) é uma cidade japonesa localizada na província de Hyogo.
Em 2003 a cidade tinha uma população estimada em 218 213 habitantes e uma densidade populacional de 2 143,55 h/km². Tem uma área total de 101,80 km².
Recebeu o estatuto de cidade a 1 de Abril de 1954.

## Cidades-irmãs
- Augusta, Estados Unidos
- Matsue, Japão
- Melville, Austrália
- Alsergrund, Áustria